# ТВЧГ 1
ТВЧГ 1 (на черногорски: ТВЦГ 1 / TVCG 1) e телевизионен канал в Черна гора, първа програма на обществената Радио и телевизия на Черна гора. Създаден е на 4 май 1964 г. като Телевизия Титоград, в пределите на Югославия. Излъчва предимно новини и национални продукции.

## История
През 1956 г., когато Черна гора е пределите на Югославия, за пръв път започва излъчването на предавания на италианската телевизия. Едва на 4 май 1964 г. стартира излъчването на местен телевизионен канал на име Телевизия Титоград. До 1968 г. предава редовната седмична хроника „Кроз Црна Гора“, която през 1971 г. прераства в ежедневната хроника „Новости дана“. По това време се създава и спортна рубрика.
Първите ежедневни телевизионни новини се излъчват през 1975 г. През 1979 г. ТВ Титоград започва да си партнира с конкурса „Евровизия“ при откриването на телевизионния фестивал на необвързаните страни в град Бар. През 1984 г. са подобрени условията в телевизията, като е преместена в нова сграда. През 1991 г. телевизията се преименува на РТЧГ 1 (РТЦГ 1/ RTCG 1).